# Чампеј (Болцано)
Чампеј је насеље у Италији у округу Болцано, региону Трентино-Јужни Тирол.
Према процени из 2011. у насељу је живело 28 становника. Насеље се налази на надморској висини од 1511 м.